# Pavol Rapoš
Pavol Rapoš, též Pavel Rapoš (22. února 1927 – 15. dubna 1985), byl slovenský a československý vysokoškolský učitel, ekonom, politik Komunistické strany Slovenska a poúnorový poslanec Národního shromáždění ČSSR a Sněmovny lidu Federálního shromáždění.

## Biografie
Ve volbách roku 1964 byl zvolen za KSS do Národního shromáždění ČSSR za Západoslovenský kraj. V Národním shromáždění zasedal až do konce volebního období parlamentu v roce 1968.
K roku 1968 se profesně uvádí jako vysokoškolský učitel z obvodu Bratislava-Vinohrady.
Po federalizaci Československa usedl roku 1969 do Sněmovny lidu Federálního shromáždění (volební obvod Bratislava-Vinohrady). Ve Federálním shromáždění setrval do konce volebního období parlamentu, tedy do voleb roku 1971. Během normalizace pak dál působil v akademické sféře a publikoval díla jako Metodika výučby politickej ekonómie na vysokých školách.